# Niikappu
Niikappu (新冠町, Niikappu-chō) est un bourg du district de Niikappu, situé dans la sous-préfecture de Hidaka, sur l'île de Hokkaidō, au Japon.

## Géographie

### Démographie
Au 31 mars 2015, la population de Niikappu s'élevait à 5 708 habitants répartis sur une superficie de 585,81 km2.